# Sumersko-akkadská literatura
Sumerská literatura je nejstarší literaturou světa. Vzhledem ke společným rysům s akkadskou literaturou bývají často obě literatury popisovány společně. Pod pojem literatura v tomto kontextu spadají všechny zachované texty z období Sumeru a Akkadské říše. Dochované písemné památky jsou psány klínovým písmem a mají nejčastěji podobu hliněných destiček. Do těchto tabulek byl vyryt písaři text, podmínkou zachování tabulky bylo její vypálení, protože jinak se tabulka časem (působením vlhkosti) rozpadla. Vypalovány byly pouze tabulky, které byly považovány za důležité, dále docházelo k nechtěnému vypálení při požárech, založených většinou při dobytí města. Významným byl objev knihovny novoasyrského krále Aššurbanipala v Ninive, která obsahovala cca 5000 klínopisných tabulek, které vznikaly "přepisováním" ze starších babylonských a sumerských tabulek.
Tato literatura má několik problémů spojených s tímto způsobem zápisu, zachovalo se velké množství takto popsaných destiček (formát byl různý, nejčastěji však o rozměrech cca 15 x 10 cm, někdy byl však i výrazně větší), díky částečné živelnosti v počátcích archeologie a černému obchodu mnoha kopáčů došlo k rozdělení mnoha návazných tabulek. Těchto tabulek se zachovalo značné množství (několik desítek tisíc).

## Hospodářské zápisy
Většina (75–80 %) zachovalých textů jsou hospodářské záznamy, soudní rozhodnutí (dále pak několik zákoníků, zajímavé je, že nejčastější rozhodnutí soudu se týkala krádeží, úplatků a rozvodů), záznamy o úrodě, čištění kanálů, cvičení písařů, slovníky (akkadsko-sumerské, akkadsko-babylonské) atp. Velmi zajímavým útvarem jsou tzv. seznamy – byly totiž vytvářeny seznamy bohů, králů, knih v knihovnách, atd., tyto seznamy jsou velmi důležité při určování literárních děl, chronologie vládců, důležitosti bohů.
Tyto záznamy mají zpravidla vyšší historickou než uměleckou hodnotu a svědčí o skutečnosti, že písmo nevzniklo z uměleckých nebo náboženských potřeb, ale z ekonomicko-správních důvodů.
K těmto textům patří i nejstarší přeložené tabulky, úplně nejstarší nalezené tabulky se doposud nepodařilo přeložit, nicméně se předpokládá, že patří také do této kategorie.

## Umělecká literatura
Je třeba si uvědomit, že tehdejší gramotnost nebyla příliš velká (odhaduje se maximálně 10%) proto se domníváme, že tyto texty byly přednášeny širšímu publiku. To samozřejmě vedlo k zapamatovatelnému zpracování, dochází zde k opakování určitých pasáží. V literatuře se často objevovalo zaváhání hrdiny, které vedlo k pocitu, že je vše ztraceno, pak se hrdina (bůh, člověk – někdy s pomocí boží či jiného hrdiny) vzchopil a situaci dovedl ke zdárnému konci.
Problémem těchto děl je nejen jejich fragmentárnost, ale i fakt, že od mnoha děl známe několik verzí, které se často výrazně odlišují podle místa a doby a vzniku. Řada variant vznikla i překladem sumerských textů do mladší akkadštiny.

### Mýty a eposy
Eposy se mohou vztahovat k bohům nebo lidem. Pokud je hlavním hrdinou člověk, jedná se zpravidla o vládce, který je s bohy nějak spřízněn, velmi populární byly bozi ze dvou třetin (Gilgameš), někteří z těchto králů jsou považováni za historické osoby, jiní nikoli.
Hlavním hrdinou je člověk (řazeno chronologicky, podle toho, kdy měli jednotliví hrdinové žít, podle seznamu králů – Uruk):
- Etanův let do nebes (též Etana)
- Enmerkar a pán Aratty – viz Enmerkar
- Lugalbanda a Enmerkar (též Lugalbanda II., nebo Epos o Lugalbandovi) – viz Enmerkar, Lugalbanda
- Lugalbanda v temných horách – viz Lugalbanda
- Epos o Gilgamešovi – původně Bilgamesovi[1]
- Legenda o narození Šarrukína

Hlavním hrdinou je bůh (řazeno podle jednotlivých bohů, protože datace je často nejasná s příliš velkým rozpětím, aby bylo možné chronologické řazení, je možné pouze v jednotlivých případech konstatovat, že a) je starší než b):
- Mýtus o Anzuovi – viz Anzu
- Mýtus o Atrachasísovi – viz Enki, Enlil
- Enki a Ninmach – viz Enki
- Enki a Ninchursanga[2] – viz Enki
- Enki a řád světa – viz Enki
- Enki a Inanna – viz Enki, Inanna
- Píseň o Agušaje – viz Inanna
- Sestup Inanny do podsvětí – viz Dumuzi, Inanna, Ereškigal
- Spor Dumuziho a Enkimdua – viz Dumuzi, Inanna
- Ereškigal a Nergal – viz Ereškigal, Nergal
- Enlil a Ninlil – viz Enlil
- Enlil a Sud – viz Enlil
- Zpěv o motyce[3] – viz Enlil
- Mýtus o Errovi
- Ludlul bél nímeki
- Staré rady oráče synovi – (též rolnický kalendář, Ninurtova ponaučení) jedná se o nejstarší známé dílo zabývající se čistě zemědělstvím, pochází z 18. stol př. n. l. obsahuje 109 veršů, které pojednávají o jednom zemědělském roce od orby po sklizeň.
- Ninurtova cesta do Eridu
- Ninurta a želva
- Prokletí Akkadu
- Zúrodnění Sumeru
- Stvoření člověka
- Enúma eliš
- Zi´usudura a potopa
- Mýtus Lamštu

### Poezie
Většina básní se zachovala pouze ve zlomcích, problémem poezie je, že se doplňuje mnohem hůře než jiný text. Do poezie lze samozřejmě zařadit i celou řadu mýtů a eposů uvedených výše. Do této kategorie lze zařadit většinu hymnů, nejstarší pocházejí z období zhruba kolem roku 2500 př. n. l. Tyto hymny používají poměrně bohatou slovní zásobu. Je poměrně zajímavé, že pokud byli opěvováni panovníci, velice výjimečně se slavila jejich vojenská vítězství, naopak bývaly oslavovány jejich hrdinské skutky, popř. stavební činnost.
V Sumeru také vznikla nejstarší známá milostná píseň tzv. Šusínův zpěv lásky, který pochází z 21. stol. př. n. l.
Za nejstarší známou lyrickou skladbu bývá označována báseň O lásce boha Martua.

### Nářky
Tato literatura vynikla po zničení Sumeru, sumerští básníci zde naříkají nad zničenými městy, tento druh literatury je typický pouze v Sumeru, v akkadské říši neměl žádnou odezvu.
- Nářek nad zkázou Uru
- Nářek nad zkázou Lagaše
- Nářek nad zkázou Sumeru

### Dopisy
Jde o dopisy vládců, kteří tyto dopisy vládců, které psali bohům (vždy jednomu), kde jim vylíčili, co všechno udělali (bitva, významné stavby, atp.). Tyto dopisy byly často veřejně předčítány. V těchto dopisech je stylistika vysoké úrovně a vládci se drželi pravdy. Lze je považovat za věrohodné prameny.

### Spory
V Sumeru vznikl i druh literatury, který se těšil v trochu jiné podobě značné popularitě i ve středověku – spory.
V těchto dílech se vždy někdo s někým pře o to, kdo je důležitější, na konci je někomu přiznána vyšší důležitost a spor končí smírem. Někdy se priorita, kterou daný předmět (tvor) dostal, jeví z dnešního pohledu spíše překvapivá.
- Spor ovce s obilím
- Spor dřeva a rákosu
- Spor motyky a pluhu
- Spor pastýře a rolníka

Do této kategorie lze zařadit i tzv. Dialogy, kde dochází nikoliv ke sporu, ale k rozhovoru, ve kterém se slabší ukáže být silnějším, sluha je chytřejší než pán, atp.
- Dialog pána s otrokem
- Dialog syna s otcem
- Rozhovor o spravedlnosti bohů
- Dialog o pesimismu

### Přísloví
Sumerská přísloví a pořekadla patří k nejstarším básnickým památkám na světě, všechna nám známá přísloví pocházejí z knihovny v Nippuru. Je zajímavé, že velká část přísloví, která se dochovala (něco přes 300) mají obdobu v našich příslovích.
Jako příklad lze uvést: „Každý má úctu k dobře oblečenému člověku“ (Šaty dělají člověka) překlad S. N. Kramer

## Zaklínání
Tento literární útvar je velice zajímavý, Sumerové a především Akkadové měli zaklínání proti kdejakému neduhu, někdy se jednalo o poměrně krátká dílka, jindy šlo o poměrně dlouhá literární díla. Každé zaklínání (zaříkávání) začínalo nějakým konstatováním toho, co bylo před potopou (počátkem světa, atp.), a končilo konstatováním typu „Zaklínání ječného zrna, jež z oka vypuzeno býti má“ (Překlad Jiří Prosecký). Tyto texty nebyly známy každému, ale pouze vyvoleným.
- Zaříkání proti ječnému zrnu[4]
- Zaklínání proti bolavému zubu